# Francisco Hernández de Córdoba
Francisco Hernández de Córdoba (1475 – L'Avana, ...) fu un conquistador spagnolo.
L'8 febbraio 1517 venne inviato dal governatore di Cuba, Diego Velázquez de Cuéllar, in una spedizione esplorativa delle coste meridionali del futuro Messico. Nel suo viaggio scoprirà la penisola dello Yucatán e la civiltà Maya. Durante il viaggio, raccontato da Bernal Díaz del Castillo, metà dei soldati vennero uccisi e l'altra metà riportarono ferite.